# 水丝梨属
水丝梨属（学名：Sycopsis）是金缕梅科下的一个属，为常绿灌木或小乔木植物。该属共有约9种，分布于印度至伊里安。